# Foggerty's Fairy and Other Tales
Foggerty's Fairy and Other Tales es un libro de 1890 escrito por W. S. Gilbert. La obra es una antología de cuentos cortos y de ensayos que escribió a principios de su carrera, cuando trabajaba como periodista (antes de 1874). Varios de los cuentos fueron posteriormente adaptados como obras de teatro o libretos de ópera.
El libro tuvo problemas relacionados con los derechos de autor. Fue retirado del mercado poco después de su publicación y en la actualidad no se encuentra en imprenta. Algunas de las historias fueron reimpresas en la compilación The Lost Stories of W. S. Gilbert, de 1985. También se utilizaron para un programa emitido por la BBC Radio 4 series, "Gilbert without Sullivan".

## Sinopsis
El libro cuenta con diecinueve segmentos.
Foggerty's Fairy — Publicado originalmente como "The Story of a Twelfth Cake" en Graphic, Número de Navidad, 1874 (retitulado como "Foggerty's Fairy" para la colección de 1890). Es una serie de historias sobre un joven pícaro, Freddy Foggerty, quien trata de librarse de las consecuencias de haber desertado del ejército pocos años atrás. Después de encontrarse con su antiguo soldado, obtiene la ayuda de un hada, quien le permite deshacer lo que quisiera de su pasado. Desafortunadamente, aunque en el tiempo y espacio principales había cambiado su pasado y se desempeñaba como un respetable comerciante, en las historias alternativas resulta ser el capitán de un barco de esclavos y un banquero a punto de ser arrestado por fraude, entre otras cosas. Finalmente, regresa al tiempo original: descubre que el sargento no lo había reconocido, y todo termina con final feliz. La obra Foggerty's Fairy aplica el mismo método de los distintos tiempos con un argumento totalmente diferente que no requiere tantos cambios de escenografía.
An Elixir of Love — Publicada originalmente en el Graphic, Número de Navidad, 1876. La historia es la base de The Sorcerer, y es muy similar hasta el final. En la ópera, se restablece el statu quo; en el cuento, Jenny (Aline en la ópera) se va con el equivalente al Dr. Daly, y Stanley (Alexis) debe vivir solo.
Johnny Pounce — Publicado por primera vez como "The Key of the Strong Room" en 1865, en la colección de libros A Bunch of Keys, Where They Were Found and What They Might Have Unlocked, de Tom Hood. Se le cambió el nombre a "Johnny Pounce" para esta colección.
Little Mim — Publicado originalmente en el Graphic, Número navideño de 1876.
The Triumph of Vice — Fue publicado originalmente en la colección Savage Club Papers de 1867. Es una parodia a los cuentos de hadas, con un barón pobre que trabaja como notario, su hermosa hija, Bertha, un conde poco agraciado (y casi tan pobre como él) y a quien la hija del barón detesta, y un gnomo aún más desagrable (pero rico) que busca una esposa. El gnomo tiene el poder de transformarse temporalmente en un hombre atractivo tres veces, pero regresa muy rápido a su estado natural. Ya había utilizado su poder dos veces para tratar de conquistar a otras mujeres, pero se había vuelto tan horrible entre las fechas de compromiso y matrimonio que las mujeres habían huido. Un día después de que la hija del barón había rechazado al conde, el gnomo le pide al conde que lo ayudase a lograr que la muchacha se casase con él inmediatamente. Motivado por la venganza, acepta. Sin embargo, el gnomo no le paga, por lo que el conde logra destruir su poder sobre Bertha y se casa con ella.
My Maiden Brief — Publicado originalmente en la revista Cornhill, 1863. Es la historia de un abogado que planea su defensa a una mujer acusada de haberle robado un bolso a su compañero de habitación, terminando su trabajo cuando llaman al compañero para procesarlo.
Creatures of Impulse — Publicado originalmente como "A Strange Old Lady" en Graphic, Número navideño de 1870. Fue retitulado como "Creatures of Impulse" para esta colección y adaptado en la obra de 1871 Creatures of Impulse (con música de Alberto Randegger). Se trata de un hada anciana que se niega a irse de una posada. Hechiza a varias personas, haciéndolas actuar de manera inversa a su naturaleza, con consecuencias hilarantes.
Maxwell and I — Publicado originalmente como "The Income Tax: Maxwell and I" en la colección de libros Rates and Taxes (1866). Retitulado como "Maxwell and I" para esta colección.
Actors, Authors, and Audiences — First published in Holly Leaves (Christmas number of the Illustrated Sporting and Dramatic News), Christmas 1880.
Angela: An Inverted Love Story — Publicado originalmente como The Illustrated Sporting and Dramatic News, en el número navideño de 1887.
Wide Awake — Publicado por primera vez en Mirth: a miscellany of wit and humour, no.1, 1878. Adaptado en la obra Tom Cobb (1875).
A Stage Play — Publicado originalmente como Hood's Comic Annual, 1873, pp. 98-103. Es un cuento popular entre los biógrafos de Gilbert, ya que despliega su estilo como director con sumo detalle.
The Wicked World — Publicado originalmente como "The Wicked World: an allegory", Hood's Comic Annual, 1871, pp. 82-90. Adaptado en la obra The Wicked World (1873), y más tarde en la ópera Fallen Fairies (1909). El argumento de la historia es prácticamente igual al de la obra de teatro, aunque tiene un estilo diferente, en el que Gilbert se preguntaba qué escribir, cómo debía llamar a los personajes, etcétera. A diferencia de la obra, al amor se le permite triunfar en cierta medida, en lugar de catalogarlo como propio únicamente de los cuentos de hadas.
The Finger of Fate — Publicado originalmente en Hood's Comic Annual, 1872, pp. 82-87.
A Tale of a Dry Plate — Publicado originalmente en The Illustrated Sporting and Dramatic News, número navideño, 1885. Una historia corta y melodrmática sobre un fotógrafo cuya prometida está perdida en el mar, dejándole sólo una fotografía suya.
The Burglar's Story — Publicado originalmente en Holly Leaves (número navideño de The Illustrated Sporting and Dramatic News), 8 de diciembre de 1883. El dueño de una casa atrapa a un aprendiz de ladrón, quien aplica su plan experimental para reformar a los criminales: obliga al maleante a quitarse la ropa y luego le dice que puede irse.
Unappreciated Shakespeare — Publicado originalmente en Illustrated Sporting and Dramatic News, Christmas Number, 1882).
Comedy and Tragedy — Publicado originalmente en The Stage Door (Routledge's Christmas Annual), 1879. Adaptado en la obra Comedy and Tragedy (1884).
Rosencrantz and Guildenstern — Publicado originalmente en la revista Fun en 1874. Adaptado en la obra Rosencrantz and Guildenstern (1891).